# Partia Quebecka
Partia Quebecka (fr. Parti québécois, PQ) – partia polityczna działająca w prowincji Quebec w Kanadzie. Głównym celem partii jest uzyskanie suwerenności tej prowincji od Kanady. Mimo silnie separatystycznych akcentów partia uważa, że suwerenny Quebec powinien pozostać w pewnego rodzaju unii z Kanadą, zachowując wspólną walutę oraz utrzymać obywatelstwo kanadyjskie dla obywateli Quebecu (lecz już nie odwrotnie). Siostrzaną partią PQ na poziomie federalnym jest Blok Quebecki.

## Historia
Partia powstała w 1968 przez połączenie dwóch innych prowincjonalnych ugrupowań Mouvement Souveraineté-Association i Ralliement national. Choć żadna z tych partii nie mogła poszczycić się wielkimi osiągnięciami ani poparciem, PQ w krótkim czasie stała się jednym z najsilniejszych ugrupowań politycznych w prowincji. Już w 1976 partia zdobyła większość parlamentarną w Quebecu i utworzyła rząd, a jej lider René Lévesque został premierem. Zwycięstwo to spowodowało euforię pośród frankofonów i panikę wśród anglofonów. Wynikiem jej był odpływ anglofońskich przedsiębiorstw i obywateli, głównie do sąsiedniego Ontario.
Większość kierownictwa partii była nauczycielami akademickimi. W związku z takim składem partia obok swego nacjonalistycznego oblicza charakteryzowała się pewnego rodzaju idealizmem, typowym dla środowiska intelektualnego. Jednym z największych dokonań partii było uznanie praw Indian do samostanowienia (jako pierwsza prowincja w Kanadzie). Inną ważną ustawą uchwaloną przez parlament pod kontrolą PQ była słynna karta praw języka francuskiego w Quebecu ustanawiająca język francuski pierwszym językiem urzędowym w prowincji i znacznie ograniczająca język angielski. PQ, zgodnie ze swą misją, doprowadziła do przeprowadzenia referendum na temat odłączenia się prowincji od Kanady w 1980, w którym 60% głosujących opowiedziało się przeciw suwerenności. Mimo tej przegranej partia wygrała wybory w 1981 i rządziła do następnych wyborów w 1985, w których większość zdobyła Partia Liberalna pod przewodnictwem Roberta Bourassa.
Znaczna polaryzacja stanowisk wobec Quebecu doprowadziła do rozpoczęcia negocjacji w sprawie nowelizacji konstytucji, tak by nadać prowincji status specjalny. Gdy zawarte wstępne porozumienia w tych kwestiach – porozumienie w Charlottetown i Meech Lake, nie doszły do skutku, PQ pod kierownictwem dynamicznego Jacques Parizeau wygrała wybory w 1994 i wezwała do przeprowadzenia kolejnego referendum, które odbyło się w 1995. Referendum zostało przegrane przez separatystów marginesem mniej niż jednego procenta. Parizeau wynik referendum skomentował w swej słynnej wypowiedzi, jakoby jego wynik spowodowany był “przez kapitał i głosy etniczne”. Mimo iż jego wypowiedź została odebrana jako niepoprawna politycznie, należało mu przyznać wiele racji. Duże przedsiębiorstwa kanadyjskie groziły wycofaniem swego biznesu z Quebecu po przegranej, a emigranci najnowszej daty byli obok Indian najsilniej prokanadyjską grupą w Quebecu. Po przegranym referendum Parizeau podał się do dymisji.
Po przegranym referendum popularność PQ znacznie spadła, lecz pomimo tego partia wygrała kolejne wybory w 1998. Po czteroletniej kadencji Louciena Bucharda w 2001 kierownictwo partii objął bezbarwny Bernard Landry. Doprowadziło to dalszego osłabienia poparcia dla Partii. W wyborach przeprowadzonych 14 kwietnia 2003 partia utraciła większość parlamentarną na rzecz Partii Liberalnej. Partia ponownie wygrała wybory w 2012 i utworzyła rząd mniejszościowy z Pauline Marois jako premierem. W 2013 Partia Quebecka nasiliła kampanię propagandową na rzecz suwerenności Quebecu. W 2014 Partia przegrała wybory legislacyjne, a Pauline Marois nie weszła do parlamentu prowincji i ustąpiła z przewodzenia Partii. 15 maja 2015 nowym przewodniczącym Partii został Pierre-Karl Péladeau, ur. w 1961, z wykształcenia filozof i prawnik, miliarder, główny udziałowiec grupy medialnej Quebecor. 2 maja 2016 zrezygnował z funkcji szefa partii, z funkcji szefa oficjalnej opozycji i z mandatu deputowanego do parlamentu Quebecu. 7 października 2016 nowym szefem partii został wybrany Jean-François Lisée.

## Przywódcy partii
- René Lévesque (1968–1985) (premier 1976–1985)
- Pierre-Marc Johnson (1985–1987) (premier 1985)
- Jacques Parizeau (1987–1996) (premier 1994–1996)
- Lucien Bouchard (1996–2001) (premier 1996–2001)
- Bernard Landry (2001–2005) (premier 2001–2003)
- Louise Harel (2005, tymczasowo)
- André Boisclair (2005–2007)
- François Gendron (2007, tymczasowo)
- Pauline Marois (2007–2014) (premier 2012–2014)
- Stéphane Bédard (2014, tymczasowo)
- Pierre-Karl Péladeau (2015–2016)
- Jean-François Lisée (od 2016)

## Wyniki wyborów
| Wybory | # kandydatów | # mandatów | % głosów |
| 1970   | 108          | 7          | 23,06%   |
| 1973   | 110          | 6          | 30,22%   |
| 1976   | 110          | 71         | 41,37%   |
| 1981   | 122          | 80         | 49,26%   |
| 1985   | 122          | 26         | 38,69%   |
| 1989   | 125          | 29         | 40,16%   |
| 1994   | 125          | 77         | 44,75%   |
| 1998   | 124          | 76         | 42,87%   |
| 2003   | 125          | 45         | 33,24%   |
| 2007   | 125          | 36         | 28,35%   |
| 2008   | 125          | 51         | 35,17%   |
| 2012   | 125          | 54         | 31,95%   |
| 2014   | 125          | 30         | 25,38%   |
| 2018   | 125          | 20         | 17,06%   |
| 2022   | 125          | 3          | 14,61%   |